# اچ‌دی ۱۶۷۶۰
اچ‌دی ۱۶۷۶۰ یک ستاره است که در صورت فلکی برساوش قرار دارد.